# Katie Greves
Catherine Rose "Katie" Greves (Londres, 2 de setembro de 1982) é uma remadora britânica, medalhista olímpica.

## Carreira
Greves competiu nos Jogos Olímpicos de 2008, 2012 e 2016, sempre na prova do oito com. Em suas duas primeiras aparições, em Pequim e Londres, terminou na quinta colocação. Em 2016, no Rio de Janeiro, finalmente subiu ao pódio com a equipe da Grã-Bretanha ao obter a medalha de prata.